# John Felton
John Felton (Suffolk, 1595 circa – Londra, 29 novembre 1628) è stato un militare inglese. Felton assassinò George Villiers, I duca di Buckingham pugnalandolo a morte nel Greyhound Pub di Portsmouth il 23 agosto 1628.
Carlo I d'Inghilterra aveva assegnato a Buckingham il comando di una spedizione militare contro la Spagna nel 1625. L'operazione si rivelò un completo disastro e molti soldati inglesi morirono di malattia e fame. Buckingham condusse un'altra disastrosa campagna militare contro i francesi a La Rochelle nel 1627. Per il suo ruolo a corte e per i disastri militari di cui era considerato responsabile Buckingham era una figura odiata dalla società inglese. L'assassinio di Buckingham fu celebrato dall'opinione pubblica inglese anche dopo l'esecuzione di Felton.

## Biografia
Nato nel Suffolk, divenne tenente dell'esercito e fece parte della spedizione inviata in aiuto della città assediata di La Rochelle nel 1628. Dopo il fallimento dell'operazione cominciò a elaborare un piano per uccidere Buckingham, che considerava un pericolo per lo stato e una minaccia per la monarchia. Catturato dopo l'omicidio, fu interrogato, torturato e impiccato a Tyburn il 29 novembre 1628.

## Nella cultura di massa
Alexandre Dumas nel suo romanzo I tre moschettieri (1844) attribuisce la responsabilità del delitto a un personaggio femminile immaginario, Milady de Winter: sarebbbe stata lei a persuadere Felton ad uccidere il duca di Buckingham.
Nel cinema, il ruolo di Felton è stato interpretato da Sacha Pitoëff ne I tre moschettieri del 1961 e da Michael Gothard ne I tre moschettieri del 1973.